# Nguyễn Phúc Miên Thanh
Nguyễn Phúc Miên Thanh (chữ Hán: 阮福綿寈; 18 tháng 9 năm 1830 – 6 tháng 2 năm 1877), tự là Giản Trọng (柬仲), hiệu là Quân Đình (筠亭), tước phong Trấn Biên Quận công (鎮邊郡公), là một hoàng tử con vua Minh Mạng nhà Nguyễn trong lịch sử Việt Nam.

## Tiểu sử
Hoàng tử Miên Thanh sinh ngày 2 tháng 8 (âm lịch) năm Canh Dần (1830), là con trai thứ 51 của vua Minh Mạng, mẹ là Thất giai Quý nhân Lê Thị Lộc. Ông là người con thứ ba của bà Quý nhân. Miên Thanh vốn ốm yếu từ nhỏ, nhưng thông thuộc kinh sử, có tiếng hay thơ, lại giỏi về y dược, biết kê đơn xem mạch.
Năm Minh Mạng thứ 21 (1840), vua phong cho ông làm Trấn Biên Quận công (鎮邊郡公) khi mới 11 tuổi. Cũng trong năm đó, vua Minh Mạng cho đúc các con thú bằng vàng để ban thưởng cho các hoàng thân anh em, các hoàng tử công và hoàng tử chưa được phong tước. Quận công Miên Thanh được ban cho một con cáo bằng vàng nặng 5 lạng 6 đồng cân.
Năm Thiệu Trị thứ 6 (1846), vua dạo chơi ở vườn Cơ Hạ, triệu quân túc vệ diễn tập hàng ngũ. Các hoàng đệ là Miên Định, Miên Thẩm, Miên Trinh, Miên Tống, Miên Thanh bỗng vào hầu. Vua giận, nói rằng: "Đây không phải là nơi thường chầu hầu, không tuyên triệu thì không được vào, nếu đường đột thì phải tội, và không biết ngăn lại cũng phải tội, đem ngay quản vệ là bọn Nguyễn Huyên, Nguyễn Tuấn phạt trượng, các hoàng đệ và biền binh giữ cửa đều bị giao cho bộ Hình hội đồng với viện Đô sát nghị xử". Các hoàng đệ đều bị phạt bổng 5 năm, 3 người canh cửa bị khép tội giảo giam hậu.
Năm Tự Đức thứ nhất (1848), quận công Miên Thanh và quốc công Miên Kiền bỏ học nên bị phạt 9 tháng bổng lộc, sau quận công biết hối cải mà gắng sức, được vua yêu quý.
Năm Tự Đức thứ 18 (1865), mùa xuân, vua se mình, truyền gọi ông vào trong cung xem mạch rồi cho vào hầu ở trai cung, vua thường thăm hỏi đến ông. Năm đó thân công Miên Định thấy ông có tài chính sự liền tiến cử ông. Năm thứ 27, thấy quận công Miên Thanh là người có học hạnh, thân công Miên Định lại tiếp tục đề cử ông.
Năm thứ 29 (1876), mùa hạ, vua ngự thăm cửa biển Thuận An, quận công Miên Thanh theo hầu, phụng lệnh vua ông họa bài Thuận An thi ngự chế gồm 80 vần, được vua khen ngợi. Bình sinh ông còn sáng tác tập Quân Đình thi thảo.
Mùa thu năm đó, vua hỏi quận công về nghĩa lễ sách thuốc nhưng ông đang bị bệnh, chưa trình tấu hết được thì bệnh của ông trở nặng. Khi bệnh tình của quận công Miên Thanh càng nguy kịch, vua liền ban cho các vị thuốc mà vua dùng trong cung cho ông, nhưng rồi ông cũng qua đời vào mùa đông năm đó, Bính Tý (năm dương lịch là 1877), nhằm ngày 24 tháng 12 (âm lịch), thọ 47 tuổi, thụy là Cung Lượng (恭亮). Mộ của ông táng tại Phú Xuân (thuộc Hương Thủy, Thừa Thiên - Huế), còn phủ thờ dựng ở Dương Nỗ (thuộc Phú Vang, Huế).

## Hậu duệ
Quận công Miên Thanh có 17 con trai và 10 con gái. Ông được ban cho bộ chữ Chu (舟) để đặt tên cho các con cháu trong phòng.
- Con trai thứ hai là Hồng Hàng, tập phong làm Kỳ ngoại hầu (畿外侯), làm quan ở bộ Công, sau đổi làm Miếu lang ở ty Từ Tế, trông coi việc tế miếu, sau thăng chức Kiền bộ sứ[2].
- Con trai thứ ba là Hồng Vịnh, tuổi nhỏ thông minh, lại thích ngâm vịnh thơ, có tác phẩm Đào Trang thi tập được in khắc. Tuy Lý vương Miên Trinh khen công tử không làm hổ danh của cha. Công tử Vịnh lại giỏi nghề thuốc như cha, ban đầu làm Tri huyện, sau đổi sang làm trợ giáo, rồi thăng hàm Thị giảng đến khi về hưu[2].
- Con trai thứ năm là Hồng Thuyền gữ chức Hàn Lâm viện Kiểm thảo[2].

Năm Thành Thái thứ 14 (1902), cháu nội của quận công Miên Thanh là công tôn Ưng Tạo, cùng với công tử Hồng Phố (con của quận công Miên Liêu) và công tử Hồng Thứ (con của quận công Miên Tằng), vì tội đào trộm mộ phần của Quảng Ninh Quận vương Miên Mật và các phi tần công chúa triều trước nên đều bị kết án giảo giam hậu, phải đổi sang họ mẹ, vĩnh viễn không được tha thứ (Ưng Tạo bị đổi sang họ mẹ là họ Võ).